# Itoplectis winnieae
Itoplectis winnieae är en stekelart som beskrevs av Gauld, Ugalde och Paul E. Hanson 1998. Itoplectis winnieae ingår i släktet Itoplectis och familjen brokparasitsteklar. Inga underarter finns listade i Catalogue of Life.